# 할리우드 로드

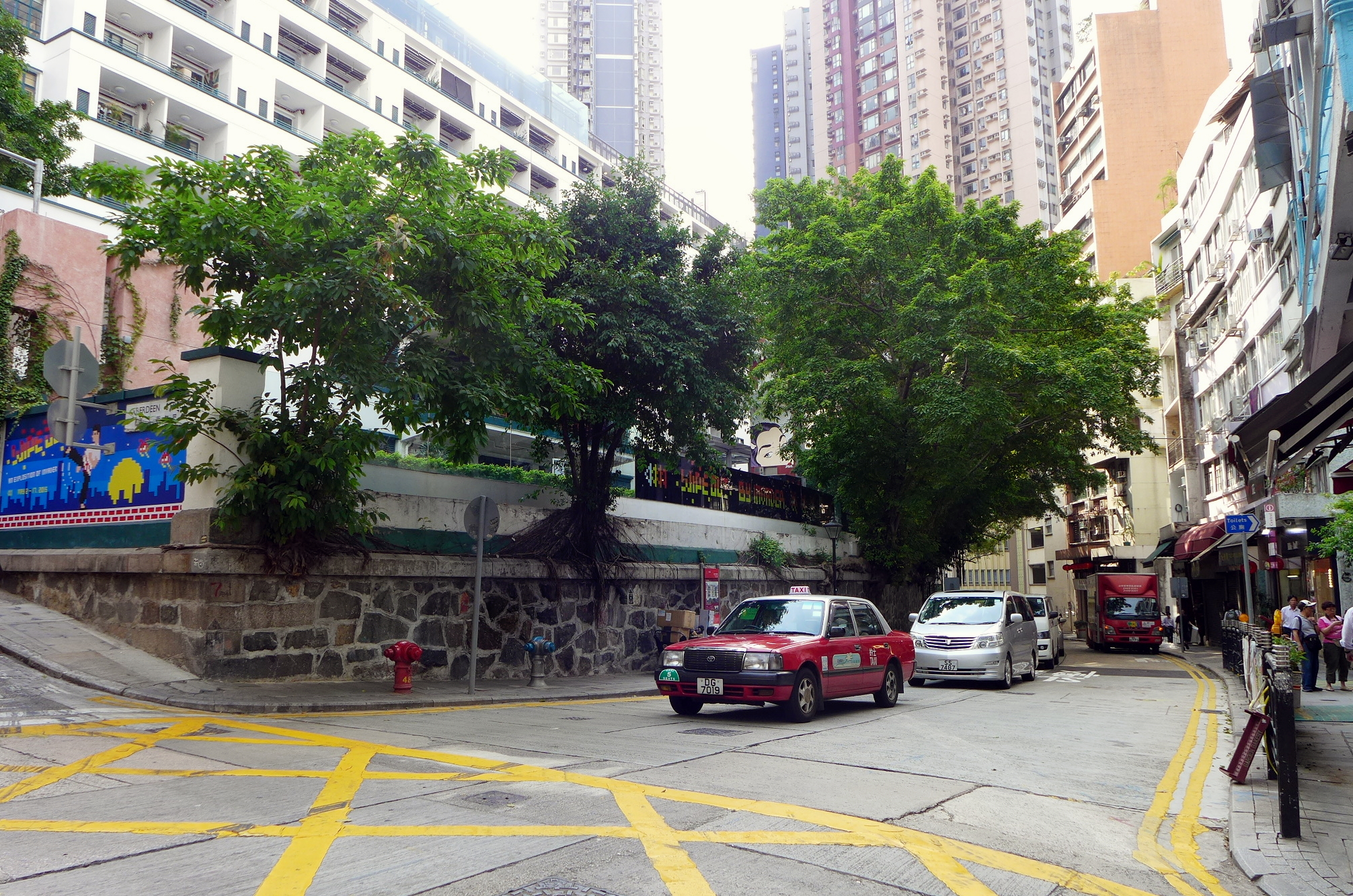
PMQ 근처에서 바라본 할리우드 로드

할리우드 로드(Hollywood Road, 荷李活道)는 홍콩섬 중사이구 중완과 성완에 있는 도로다. 할리우드 로드는 골동품 상점들 및 만모사원이 있다. 도로 이름의 유래는 해당 도로가 있는 곳에서 자라던 관목 혹은 2대 홍콩 총독 존 프랜시스 데이비스와 연관이 있는 것으로 추정된다.

## 역사

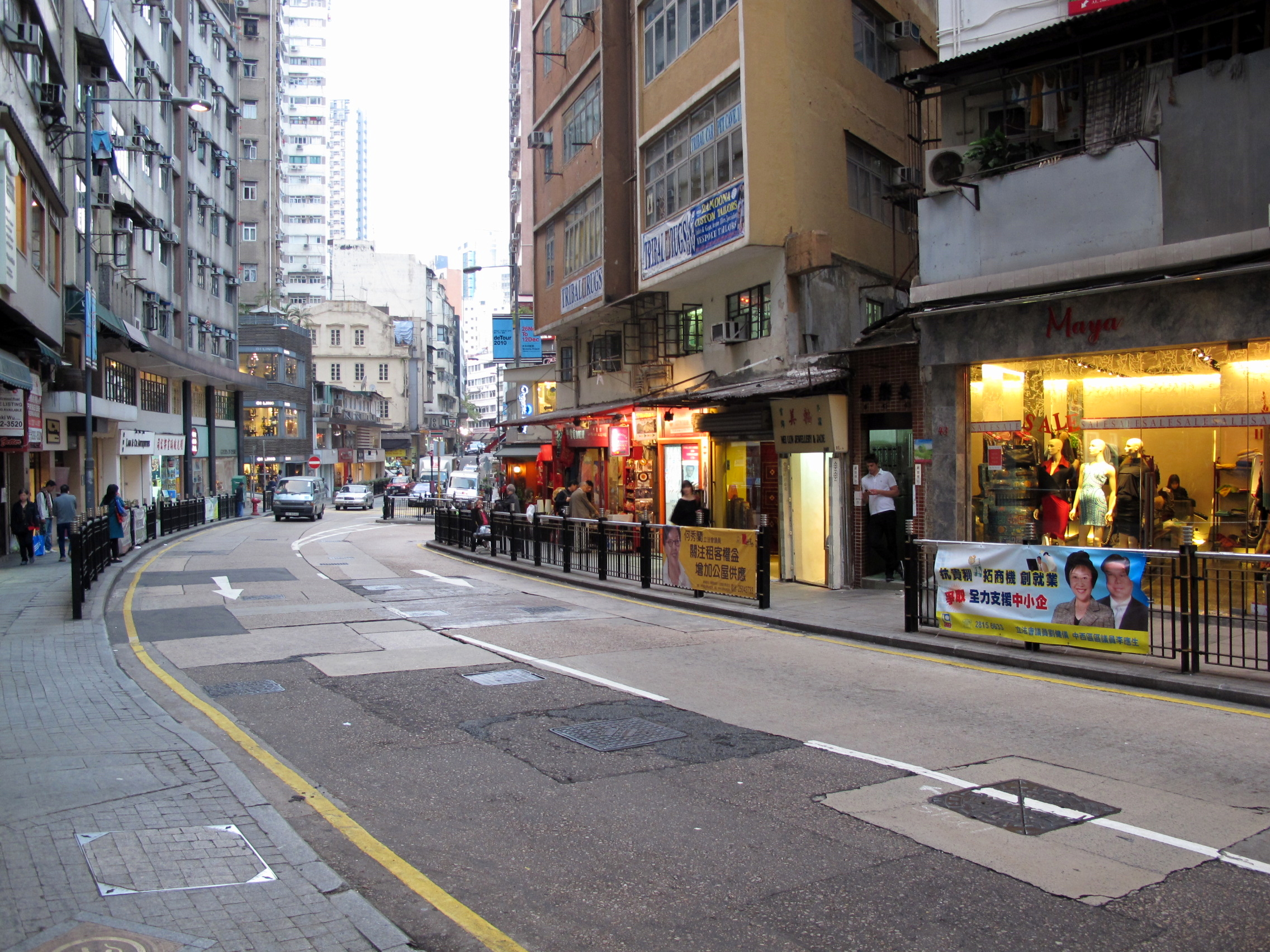
할리우드 로드

할리우드 로드는 영국령 홍콩이 성립되고 나서 퀸스 로드 센트럴 이후 두 번째로 공사가 진행되고 처음 완공된 도로다. 영국령 홍콩 초창기의 다른 여러 도로들이 그렇듯 할리우드 로드도 영국왕실공병부대에 의해 세워졌다. 100여 년 후 할리우드 로드는 해안선에 가까워졌는데 해당 시기에 외국 상인과 선원들이 골동품과 인공물을 중국에서 '수집'하여 유럽으로 귀국하기 전에 할리우드 로드에서 팔았고 이로 인해 할리우드 로드가 골동품 시장으로서의 기능을 시작하게 됐다. 홍콩 전투 때 일본군에 의해 공격을 받았다. 1960년 할리우드 영화 '수지 웡의 세계'가 할리우드 로드 일부에서 촬영됐다. 영화 촬영을 위해 오래된 목조 건물이 재건축됐다.

## 같이 보기
- 중환지반산자동부제
- 소호 (홍콩)